# Eugène Müller
Pour les articles homonymes, voir Eugène Müller (homonymie) et Müller.
Eugène Müller, né le 20 septembre 1834 à Chantilly, mort le 12 avril 1918 dans cette même ville, est un archéologue et historien local amateur de l'Oise, qui a consacré l'essentiel de son œuvre à l'étude de l'art roman et gothique du département, ainsi qu'à l'histoire de Senlis et de ses environs. Il corrige les erreurs de Louis Graves et d'Eugène Woillez et se démarque de ses confrères contemporains par une grande rigueur, en citant ses sources et se gardant de faire des affirmations en l'absence de preuves. Deux de ses livres destinés au grand public ont été réédités plusieurs fois depuis le début des années 1970.

## Biographie

### Naissance et famille
Eugène Müller est né le 20 septembre 1834 à Chantilly. Son père est citoyen de Sigriswil, dans le canton de Berne, en Suisse. Ayant opté pour le métier de graveur sur bois, il jugea utile de compléter sa formation par un « tour » de plusieurs années, l'amenant à travailler à Strasbourg, Coblence, Cologne, en Westphalie, à Prague, Ratisbonne, Saint-Denis, puis à Chantilly, où il fondera son ménage. Protestant, il est « de nature granitique », d'une sobriété extrême. Il répète souvent qu'il n'a pas le loisir de s'occuper de politique. Quant au grand-père paternel, qu'Eugène Müller n'a apparemment pas connu, il travaillait pour un loueur de berlines et « conduisait en France, en Espagne, n'importe où, des personnes de toutes marques ». Sous la Terreur, il aida à nombre de citoyens français persécutés de s'exiler en Suisse, parfois au risque de sa vie.
La mère d'Eugène Müller est la fille de François-Michel Delamotte, natif de Neufchâtel-en-Bray et installé à Chantilly comme très modeste marchand de vins et de cidres. Delamotte prit comme épouse Marie-Anne-Cyrille Toupet, raccommodeuse de dentelle et issue d'une famille exerçant à Chantilly le métier de serrurier depuis plusieurs générations. Les origines des Toupet se situent dans le canton de Taverny ou de Saint-Leu-la-Forêt. La différence de confession ne posa pas problème au mariage, célébré dans le double culte catholique et protestant. Le père Müller avait coutume de dire à son épouse : « Fais ta prière, va à la messe, j'ai promis à ta mère que cela serait ». Eugène est le premier enfant du couple, aux yeux bleu foncé et aux cheveux blonds. Il aura encore un petit frère, Charles.

### Scolarité et études
Alors qu'Eugène n'est apparemment pas encore scolarisé, la famille doit quitter Chantilly, où le père ne trouve plus assez de travail. Il a obtenu un poste au centre d'impression de M. Caron à Beauvais, où la famille élit domicile rue du Poivre-Bouilli. Eugène est inscrit à l'école mutuelle, rue des Pandoirs. C'est un enfant farceur, toujours de bonne humeur, que les parents laissent jouer en toute liberté avec ses camarades dans la campagne environnante. Les gamins courent à travers champs et sautent par-dessus les ruisseaux, ou partent à la découverte des ruelles moyenâgeuses du vieux Beauvais. Une fois le jeune Eugène commet un vol : il paie un marchand par une plaque de métal extraite d'un bouton, puis prend rapidement la fuite. Cette expérience le marquera en lui montrant les avantages de l'honnêteté. Il développe également une aversion contre les jeux d'argent.
Müller vit son enfance dans une totale insouciance, et ses études au petit séminaire sont pour lui un plaisir. Il se passionne pour toutes les matières enseignées et n'éprouve aucune difficulté à apprendre. Le mérite revient aussi à ses professeurs, aux personnalités bien trempées et riches en qualités tout comme en originalités. Les six années passées au petit séminaire restent pour Müller parmi les plus heureuses de sa vie. Une épreuve douloureuse représente toutefois la perte de son petit frère bien-aimé, qui meurt à l'âge de neuf ans seulement. Ce décès ne prend guère Müller au dépourvu, qui en avait eu un pressentiment. Il croit en effet au pressentiment et considère ce phénomène comme un reflet de l'infinie délicatesse de Dieu. Interrogé s'il croit à la vocation, il répond qu'il l'éprouve même très clairement : le choix du sacerdoce s'impose pour lui sans qu'il ait besoin de réfléchir. Müller écrit que « l'instrument dont Dieu se servit pour me conduire au sacerdoce fut un abbé Lebègue, cachant un esprit fin sous une enveloppe vulgaire, et un cœur essentiellement dévoué sous une réputation de farceur incorrigible ».
Les études supérieures au grand séminaire de Saint-Lucien suivent dès que l'apprentissage du latin et du grec sont achevés. Étudiant et professeurs s'estiment mutuellement. Une épidémie de choléra survient pendant cette période. Alors que le professeur de physique soigne les malades à l'hôpital, Müller l'aide en « fabriquant de l'oxygène pour les malades ». Au fur et à mesure, il devient préparateur de physique, catéchète au collège et « grand refectorier ». Pour remplacer un enseignant malade, il enseigne la religion à une classe de 5e alors qu'il est encore séminariste. Quelques semaines plus tard, il devient sous-diacre, ce qui le rapproche avec son but de devenir prêtre. Müller décrit ses premières impressions de sa nouvelle vie : « Cette vie me plaisait fort. Outre les encouragements pieux, j'y trouvais la compagnie des grands écrivains de l'antiquité, l'insouciance à l'égard des préoccupations matérielles, la vision de vacances absolument libres, le contact d'une élite d'esprits délicats... ». Le 25 juin 1859, alors qu'il n'a pas vingt-cinq ans, Eugène Müller est invité à lire l'une de ses premières messes au séminaire,.

### Premières affectations
Le métier que Müller exerce est cependant celui de professeur, et ce pendant neuf ans durant. Avec son père, il entreprend un long voyage à Bâle et à travers la Suisse. C'est certes l'occasion de revoir des parents, mais c'est aussi un périple touristique incluant les principales curiosités du pays. Müller prend également des leçons d'allemand chez l'abbé Jurt, et occupe ses loisirs en lisant Virgile ou Horace, auteurs antiques qu'il ne quittera pas même dans sa vieillesse. Au bout de neuf ans, sa carrière de professeur prend subitement fin avec une maladie de gorge, amenant le médecin à lui conseiller de changer de métier. En attendant, il effectue une cure thermale à Pierrefonds, profitant en même temps de cet interlude pour visiter les monuments architecturaux des environs. Encore à Pierefonds, une lettre lui parvient le 2 septembre 1867, lui annonçant sa nomination comme vicaire à Noyon. Cette étape de sa vie durera également neuf ans. Müller participe aux activités du Comité archéologique de Noyon, jeune société savante, et effectue des excursions archéologiques dans les environs. Lors de la guerre franco-allemande de 1870, il est contraint d'héberger deux soldats bavarois, dont l'un est catholique : Müller constate non sans émotion qu'il communie à la cathédrale aux côtés du maire de la ville.

### Les années senlisiennes
Le 21 août 1876, Müller reçoit une lettre de l'évêque de Beauvais (Désiré-Joseph Dennel) lui proposant un poste de premier vicaire à la cathédrale Notre-Dame de Senlis. Quelques jours après, Müller se rend pour la première fois dans sa vie à Senlis, et ses premières impressions étant favorables, il accepte le poste. Le clergé du canton l'accueille très aimablement. Müller s'occupe des œuvres pieuses de la paroisse et devient également aumônier du pensionnat Saint-Joseph. Pendant ces premières années de la Troisième République, le vicaire éprouve un anticléricalisme de la part de certains hommes politiques des nouveaux partis, qui cherchent à rendre responsable l'Église catholique de tous les maux du Second Empire. Müller note aussi que les royalistes ne sont pas tolérés par les autorités senlisiennes, sans pour autant se rejoindre à eux. Pour lui, la République représente la forme de gouvernement qui oblige le plus les personnages politiques à œuvrer pour le bien commun et non pour leur propre gloire. La République serait aussi le mieux à même de défendre les libertés individuelles, qui lui importent beaucoup. Mais ce n'est pas la réalité de cette république que Müller observe à travers les politiques qu'il côtoie. « Les dupeurs, ce sont les républicains qui se soucient de la liberté comme un poisson d'une pomme [...] ».
N'étant pas du genre à tenir sa langue dans sa poche, Müller devient rédacteur du journal « Le Nouvelliste » tout comme par ailleurs son collègue senlisien, l'abbé Caudel. Bien entendu, le vicaire n'informe pas sa hiérarchie sur ces activités, et ses opinions très critiques à l'égard de certains hommes politiques sont colportées jusqu'au ministère des Cultes, qui se plaint auprès de l'évêque : Müller serait ingrat envers la République voire antirépublicain et devrait être sanctionné. L'évêque le lui fait savoir par lettre du 13 août 1880, mais lui manifeste en même temps son soutien en refusant d'obtempérer au ministre, qui exige la mutation du vicaire incommode. Cet incident ne suffit pas pour lui faire taire, mais si Müller persiste à se mêler de politique, c'est quelque peu à contrecœur : « Quoi qu'il en soit, grâce à la politique, les années qui s'écoulèrent entre 1880 et 1889 me coûtèrent plus de l'argent, de l'encre et une dépense d'énergie qui aurait pu servir de meilleur emploi ». Pendant cette période, Müller doit également subir la perte douloureuse de ses deux parents, qui s'étaient installés à Noyon avec lui, mais ne lui avaient pas suivi à Senlis. La mère s'éteint le 16 octobre 1882 et son père le 20 mars 1884, à l'âge de quatre-vingt-six ans. Dans ce contexte, Müller est content d'avoir pour lui l'amitié de son nouvel évêque, Joseph-Maxence Péronne : Pour le dédommager pour le « retard inouï » que prend le gouvernement pour lui accorder la naturalisation qu'il demande depuis de longues années, il le nomme chanoine honoraire de la cathédrale Saint-Pierre de Beauvais.
À côté de la politique, l'homme d'église passe ses loisirs à effectuer des recherches et est toujours épris par un souci d'aller au fond des vérités. Pendant ses vacances, il sillonne la France pour documenter les monuments historiques dont la protection lui tient à cœur. L'abbé est connu pour son goût de la contradiction et sa façon humoristique de présenter ses objections, qui la rend charmante. Müller, en bon pédagogue, aime transmettre ses connaissances. Son style d'écriture est concis et empreint d'élégance. Pratiquement chaque année, des articles de sa plume paraissent dans les bulletins des sociétés savantes auxquelles il adhère : la Société française d'archéologie, la Société académique d'archéologie, sciences et arts du département de l'Oise, le Comité archéologique de Senlis et la Société historique et archéologique de Pontoise, du Val-d'Oise et du Vexin. La plupart de ces publications ont été imprimées séparément.

### La disgrâce et la mutation à Saint-Leu-d'Esserent
Eugène Müller perd sa relative liberté d'expression avec l'avènement du nouvel évêque Frédéric Fuzet, autour duquel flottait une atmosphère de gêne et d'inquiétude, comme il écrit. Bien que se montrant prévenant lors des rares rencontres qu'ont les deux hommes, Fuzet refuse souvent de recevoir Müller en prétextant des maladies ou des absences fictives. Le chanoine n'a plus de protecteur à Beauvais, et il n'est guère surpris quand son archiprêtre lui remet une lettre qui ne lui est pas destinée, dans laquelle l'évêque fait part de son intention de retirer à Müller l'office d'aumônier. L'explication qu'il n'aurait pas suffisamment de temps pour s'occuper de ses missions de vicaire paraît absurde à l'intéressé, et la révocation comme aumônier n'est qu'une invitation déguisée de quitter le diocèse. Se sentant définitivement comme persona non grata, Müller se divertit en effectuant de longs voyages en Bretagne, en Auvergne et en Provence. Entre-temps, l'archiprêtre reçoit des mots anonymes : « On demande à Notre-Dame la fin d'une persécution », ou : « On demande le retour d'un exilé ». Finalement, le dénouement vient sous la forme d'une mutation pour Saint-Leu-d'Esserent, annoncée par lettre du 23 juillet 1895 : « ...pensant que vous pourrez là être encore utile à ce magnifique monument et continuez d'ailleurs facilement les études où vous excellez ». Or, son prédécesseur M. Abraham tardant à quitter son poste, Müller part en voyage en Bourgogne où il prend quartier au presbytère d'Autun, depuis où il se met à découvrir la région.
Quand Müller peut enfin s'installer au presbytère de Saint-Leu-d'Esserent, en date du 29 septembre 1895, aucune mention n'en est faite dans le Bulletin religieux du diocèse de Beauvais, ni de sa nomination comme curé de la paroisse. Le Moniteur de l'Oise y consacre par contre un long article, est le discours de bienvenue du maire de la commune est chaleureux. Müller prend sa nouvelle mission très au sérieux et s'implique à fond dans la vie sociale de la paroisse, mais trouve aussi le temps de travailler sur plusieurs ouvrages en rapport avec son nouveau lieu d'affectation. Il organise aussi une tombola pour financer la construction d'une sacristie. Souvent des touristes et savants français, anglais ou même américains venant visiter la collégiale de Saint-Leu-d'Esserent frappent à sa porte pour se faire éclairer sur son architecture. En avril 1898, le curé apprend qu'il vient d'être décoré des Palmes académiques à l'occasion de la réunion des Sociétés savantes à la Sorbonne. En fait cette décoration avait été prévue pour l'année précédente, mais l'évêque Fuzet avait su la différer en protestant auprès du ministère.

### Le soir de sa vie
C'est à Saint-Leu que le chanoine se met à rédiger ses mémoires : « Alors seul parfois de longues heures, à l'ombre solennelle que projette ma merveilleuse église sur les lilas odorants de mon jardin, et distrait uniquement par les chansons de la fauvette et le mugissement des vaches qui reviennent en bavant de l'abreuvoir, je commence à revivre par le souvenir et l'imagination des années déjà nombreuses qu j'ai traversées ». Au printemps 1902 toutefois, dans le train de Senlis pour Chantilly, Gustave Macon, conservateur-adjoint du musée Condé, lui suggère de venir s'installer à Chantilly pour occuper le poste d'aumônier de l'hospice Condé, devenu vacant. Au bout d'une période de réflexion, Müller s'adresse à son évêque pour solliciter sa mutation. Malgré des hésitations et réserves de la part de certaines personnalités cantiliennes, suite est donnée à la demande, et le chanoine s'installera rapidement dans sa ville natale. Comme la fonction de chapelain de la chapelle du château de Chantilly est liée à celle d'aumônier de l'hospice, on met à sa disposition une enfilade de plusieurs appartements, avec assez de place pour installer ses bibliothèques, ses tableaux et ses collections.
« Mes occupations, peu nombreuses, se résument en quelques chapitres monotones, ce qui convient fort bien à mon âge et à mon caractère : visiter les malades et les blessés ; tenir un brin de conversation avec les cadets et les cadettes (c'est l'appellation officielle des vieillards hospitalisés) ; dire dans la délicieuse chapelle du château les messes fondées par Monseigneur le Duc d'Aumale ; saluer au dehors quelques personnes de choix qui veulent bien me pardonner des défauts de la vieillesse et la réjouir par leur amabilité ; épousseter mes livres et mes bibelots ; écrire ces menus souvenirs en y laissant le cœur et en banissant le fiel...; promenant ma meute et faire provision d'oxygène sur la Pelouse. Oserai-je dire que je continue aussi à faire de la photographie ? Malheureux, m'a-t-on dit, votre appareil est mauvais, il enlaidit les dames... Vos agrandissements exagèrent encore la trivialité des traits... Vos détails d'architecture, ça ne dit rien. » En la personne de Gustave Macon, le chanoine trouve un ami fidèle, et il accueille souvent avec lui des personnalités illustres venant visiter le château. Parmi eux, le tsar Ferdinand Ier de Bulgarie en juin 1910, lui remerciant pour ses prières par la croix de Commandeur de l'Ordre du Mérite civil.
C'est en 1910 également que Müller décide de publier ses mémoires. En anticipant sur la question pourquoi lui aussi s'y mettrait, il répond : « Être imprimé ! Excusez cette faiblesse, c'est une des joies de ma vie. [...] Est-ce qu'à mon âge on peut se refaire ? [...] Une folie, il en faut une à chacun, comme un nez à chaque cerveau, pour servir d'exutoire. La mienne au moins n'est pas de celles qui bouleversent l'Église et la société. ». Le chanoine poursuit sa vie active sans jamais se mettre à la retraite. En hiver 1918, il participe encore à une réunion du Comité archéologique de Senlis, dont il est alors le vice-président. Sa disparition le 12 avril est inattendue et imputable à une pneumonie que Müller contracta dans sa cave, où, pour éviter les bombes des avions allemands, il était obligé de se réfugier la nuit en cas d'alerte,. Eugène Müller meurt à l'hospice Condé. Il ne vivra plus l'Armistice et la fin de la Première Guerre mondiale. Mais il est confiant qu'au-delà de la mort, une vie meilleure l'attend, avec la promesse de revoir ses ancêtres et d'oublier les laideurs du temps. Il repose au cimetière Bourillon de Chantilly.

## Appréciations
Pour l'archéologue municipal de Senlis, Marc Durand, et l'historien Philippe Bonnet-Laborderie, auteurs de la dernière monographie en date sur le patrimoine architectural senlisien, l'« Essai d'une monographie des rues, places et monuments de Senlis » paru en plusieurs parties entre 1879 et 1884 fait toujours autorité, ce qui est une importante marque de respect venant de la plume d'auteurs s'étant montrés souvent très durs envers les travaux de confrères du XXe siècle.
En 1966, la nouvelle revue Sauvegarde de Senlis éditée par l'association du même nom commence la publication d'une série d'articles s'entendant comme une mise à jour de la monographie d'Eugène Müller. Leur auteur est Jean Vergnet-Ruiz, professeur à l'École du Louvre, inspecteur général des musées de province et président de l'association. Dans sa préface, il écrit : « Sa monographie, scientifiquement des plus valables, porte la marque des méthodes historiques de son époque de du caractère de son auteur. Homme savant d'excellent compagnie, Émile Mâle le cite dans ses cours de la Sorbonne comme le modèle des érudits provinciaux, sans lesquels un grand nombre de travaux de synthèse seraient impossibles aujourd'hui. Au contraire de tant d'historiens même très officiels de son temps, il pratiquait avec soin la référence. Mais il n'était pas l'ordre incarné, brouillait quelquefois ses fiches, et la pratique montre qu'il est assez nécessaire de vérifier ses cotes [d'archive] pour éclaircir certaines imprécisions ou rectifier des confusions, le plus souvent légères. »
Récemment, Delphine Christophe, conservatrice du patrimoine, s'est penché sur les travaux de Müller par rapport à la cathédrale Notre-Dame de Senlis. Elle écrit : « À la fin du XIXe siècle, Eugène Müller, chanoine de Saint-Rieul [sic], mena à bien des études rigoureuses et érudites. Il n'échappa pas, cependant, au lyrisme de son époque en des développements au charme désuet. [...] L'histoire de la cathédrale qui s'ensuit comporte de nombreux exemples d'interprétations erronées. [...] Eugène Müller semble toutefois proche des idéaux de Fustel de Coulanges pour qui l'histoire se fondait sur les documents écrits auxquels l'historien, tout en les critiquant, doit rester fidèle. [...] Müller fut le premier à s'intéresser au cartulaire de Notre-Dame et l'analyse qu'il en fit reste aujourd'hui encore fort utile au chercheur. [...] Sa monographie est une étude d'une extrême rigueur. »

### Œuvre

#### Senlis et ses environs
- Eugène Müller, « À quelle époque faut-il faire remonter la prédication du christianisme dans le Pagus Silvanectensis », Congrès archéologique de France, XLIVe session : séances générales tenues à Senlis en 1877 par la Société française d'archéologie, Paris, Derache / Champion, vol. 44,‎ 1878, p. 46-68 (ISSN 0069-8881, lire en ligne)
- Eugène Müller, « Essai d'une monographie des rues, places et monuments de Senlis : 1re partie », Comité Archéologique de Senlis, Comptes-rendus et Mémoires, année 1878, Senlis, Imprimerie de Ernest Payen, 2e série, vol. IV,‎ 1879, p. 49-192 (ISSN 1162-8820, lire en ligne)
- Eugène Müller, « Essai d'une monographie des rues, places et monuments de Senlis : 2de partie », Comité Archéologique de Senlis, Comptes-rendus et Mémoires, année 1879, Senlis, Imprimerie de Ernest Payen, 2e série, vol. V,‎ 1880, p. 249-440 (ISSN 1162-8820, lire en ligne)
- Eugène Müller, « Essai d'une monographie des rues, places et monuments de Senlis, année 1880 : 3e partie », Comité Archéologique de Senlis, Comptes-rendus et Mémoires, Senlis, Imprimerie de Ernest Payen, 2e série, vol. VI,‎ 1881, p. 1-160 (ISSN 1162-8820, lire en ligne)
- Eugène Müller, « Essai d'une monographie des rues, places et monuments de Senlis, année 1881 : 4e partie », Comité Archéologique de Senlis, Comptes-rendus et Mémoires, Senlis, Imprimerie de Ernest Payen, 2e série, vol. VII,‎ 1882, p. 121-330 (ISSN 1162-8820, lire en ligne)
- Eugène Müller, « Essai d'une monographie des rues, places et monuments de Senlis : Table analytique », Comité Archéologique de Senlis, Comptes-rendus et Mémoires, années 1882-83, Senlis, Imprimerie de Ernest Payen, 2e série, vol. VIII,‎ 1884, p. 229-254 (ISSN 1162-8820, lire en ligne)
- Eugène Müller, « Découvertes archéologiques à la cathédrale de Senlis », Comité Archéologique de Senlis, Comptes-rendus et Mémoires, année 1886, Senlis, Imprimerie Eugène Durfesne, 3e série, vol. I,‎ 1885, p. 123-130 (ISSN 1162-8820, lire en ligne)
- Eugène Müller, Guide dans les rues et environs de Senlis, Senlis, Imprimerie Ernest Payen, 1887, 139 p. (lire en ligne [PDF])
- Eugène Müller, Prieuré de St-Maurice de Senlis : quatre chartes inédites, 1263-1265, Senlis, Imprimerie Eugène Dufresne, 1892, 8 p. (lire en ligne)
- Eugène Müller, « Signes lapidaires découverts à Notre-Dame de Senlis », Comité Archéologique de Senlis, Comptes-rendus et Mémoires, année 1892, Senlis, Imprimerie Eugène Dufresne, 3e série, vol. VII,‎ 1893, p. 96-98 (lire en ligne, consulté le 14 octobre 2012)
- Eugène Müller, Essai d'une liste d'artistes, architectes, peintres, tombiers, verriers, etc. ayant demeuré ou travaillé dans l'ancien diocèse de Senlis : Mémoire lu à la réunion des Sociétés des Beaux-Arts des départements, à l'Ecole des Beaux-Arts, dans la séance du 5 avril 1893, Paris, Plon, 1893, 28 p.
- Eugène Müller, Senlis et ses environs, Senlis, Imprimerie Nouvian, 1984, 326 p. (lire en ligne)
- Eugène Müller, « À propos de quelques stations préhistoriques des environs de Senlis », Mémoires de la Société académique d’archéologie, sciences et arts du département de l’Oise, Beauvais, Société académique d'archéologie, sciences et arts du département de l'Oise, xVIII,‎ 1901, p. 140-150 (ISSN 1280-5343, lire en ligne)
- Eugène Müller, « Analyse du cartulaire, des statuts etc. de Notre-Dame », Comité Archéologique de Senlis, Comptes-rendus et Mémoires, année 1904, Senlis, Imprimerie Eugène Dufresne, 4e série, vol. VII,‎ 1905, p. 1-230 (lire en ligne)
- Eugène Müller, « Notes sur l’ancienne bibliothèque du chapitre de Notre-Dame de Senlis », Comité Archéologique de Senlis, Comptes-rendus et Mémoires, année 1907, Senlis, Imprimerie Eugène Dufresne, 4e série, vol. X,‎ 1908, p. 265-292 (lire en ligne)

#### Oise et divers
- Eugène Müller, « Notes sur la royale abbaye de Saint-Lucien : tirées d’un cérémonial manuscrit », Mémoires de la Société académique d’archéologie, sciences et arts du département de l’Oise, Beauvais, Société académique d'archéologie, sciences et arts du département de l'Oise, vI,‎ 1865, p. 27-35 et 505-576 (ISSN 1280-5343, lire en ligne)
- Eugène Müller, Quelques mots sur l'évangéliaire de la cathédrale de Noyon, Noyon, Andrieux, 1868, 14 p. (lire en ligne)
- Eugène Müller, « Antiphonaire du Mont-Renaud », Comptes rendus et mémoires lus aux séances - Comité archéologique de Noyon, Noyon, D. Andrieux, vol. 5,‎ 1874, p. 5-60 (ISSN 1158-3487, lire en ligne)
- Eugène Müller, La machine à vapeur : son histoire et son rôle, Paris, Hachette, 1879, 282 p.
- Eugène Müller, « Le missel de Chauny », Comptes rendus et mémoires lus aux séances - Comité archéologique de Noyon, Noyon, D. Andrieux, vol. 6,‎ 1880, p. 102-129 (ISSN 1158-3487, lire en ligne)
- Eugène Müller, « Quelques notes de voyage : Cuise-la-Motte… ; Betz ; et les environs de La Ferté-Milon », Comité Archéologique de Senlis, Comptes-rendus et Mémoires, année 1884, Senlis, Imprimerie Eugène Dufresne, 2e série, vol. IX,‎ 1885, p. 25-46 (ISSN 1162-8820, lire en ligne)
- Eugène Müller, « Trois planches pour servir à l’Histoire du Valois, par Carlier », Comité Archéologique de Senlis, Comptes-rendus et Mémoires, année 1885, Senlis, Imprimerie Eugène Durfesne, 2e série, vol. X,‎ 1886, p. 49-58 (ISSN 1162-8820, lire en ligne)
- Eugène Müller, « Quelques églises romanes auvergnates », Comité Archéologique de Senlis, Comptes-rendus et Mémoires, année 1885, Senlis, Imprimerie Eugène Durfesne, 2e série, vol. X,‎ 1886, p. 77-90 (ISSN 1162-8820, lire en ligne)
- Eugène Müller, Villers-Cotterets et ses environs, Noyon, Louis Toupet, 1887, 78 p.
- Eugène Müller, « Promenade archéologique à la cathédrale de Noyon », Comité archéologique et historique de Noyon, Comptes-rendus et mémoires, Noyon, Andrieux, vol. 9,‎ 1887, p. 138-172 (ISSN 1158-3487, lire en ligne)
- Eugène Müller, « Promenade archéologique : (entre Creil, Roye et la vallée moyenne de l’Oise) », Mémoires de la Société académique d’archéologie, sciences et arts du département de l’Oise, Beauvais, Société académique d'archéologie, sciences et arts du département de l'Oise, xIV,‎ 1889, p. 677-701 (ISSN 1280-5343, lire en ligne)
- Eugène Müller, Guide dans les rues de Noyon, Noyon, Andrieux, 1890, 189 p.
- Eugène Müller, « Excursion du comité archéologique de Senlis : Monchy-Saint-Éloi, Mogneville, Liancourt etc. », Comité Archéologique de Senlis, Comptes-rendus et Mémoires, année 1891, Senlis, Imprimerie Eugène Dufresne, 3e série, vol. VI,‎ 1892, p. XXXII-LIII (lire en ligne)
- Eugène Müller, Vingt-neuf chartes originales concernant l'abbaye de Chaalis (1155-1299), Senlis, Imprimerie Eugène Dufresne, 1892, 35 p. (lire en ligne)
- Eugène Müller, « Entre Creil et Clermont », Comité Archéologique de Senlis, Comptes-rendus et Mémoires, année 1892, Senlis, Imprimerie Eugène Dufresne, 3e série, vol. VII,‎ 1893, p. XXXIII-LI (lire en ligne)
- Eugène Müller, Inventaire de la collégiale Saint-Cosme de Luzarches aux XIVe et XVe siècles, Pontoise, Amédée Paris, 1893, 17 p. (lire en ligne)
- Eugène Müller et Amédée Margry, Fragment d'un compte des recettes du domaine du Roi dans le bailliage de Senlis, en l'année 1332, Senlis, Imprimerie Eugène Dufresne, 1894, 37 p. (lire en ligne)
- Eugène Müller, Un feuillet d'un obituaire de Chaalis, Senlis, Imprimerie Eugène Dufresne, 1894, 9 p. (lire en ligne)
- Eugène Müller, « Course archéologique à travers les cantons de Clermont, Saint-Just, Maignelay, Froissy, Crèvecœur et Ressons-sur-Matz », Mémoires de la Société académique d’archéologie, sciences et arts du département de l’Oise, Beauvais, Société académique d'archéologie, sciences et arts du département de l'Oise, xVI,‎ 1895, p. 280-326 (ISSN 1280-5343, lire en ligne)
- Eugène Müller, « Quelques notes sur Luzarches », Mémoires de la Société historique et archéologique de l'arrondissement de Pontoise et du Vexin, Pontoise, Imprimerie Lucien Pâris, vol. 17,‎ 1895, p. 65-74 (ISSN 1148-8107, lire en ligne)
- Eugène Müller, « L'église et l'abbaye de Boscherville », Mémoires de la Société académique d’archéologie, sciences et arts du département de l’Oise, Beauvais, Société académique d'archéologie, sciences et arts du département de l'Oise, xVII,‎ 1898, p. 511-520 (ISSN 1280-5343, lire en ligne)
- Eugène Müller, « Quelques notes encore sur les cantons de Creil et Chambly », Comité Archéologique de Senlis, Comptes-rendus et Mémoires, années 1897-98, Senlis, Imprimerie Eugène Dufresne, 4e série, vol. II,‎ 1899, p. 195-228 (lire en ligne, consulté le 14 octobre 2012)
- Eugène Müller, « La Charité et l'hôpital de Saint-Leu-d'Esserent, de 1665 à la Révolution », Comité Archéologique de Senlis, Comptes-rendus et Mémoires, année 1899, Senlis, Imprimerie Eugène Dufresne, 4e série, vol. III,‎ 1900, p. 133-180 (lire en ligne)
- Eugène Müller, Le Prieuré de Saint-Leu d'Esserent : cartulaire (1080 à 1538), Pontoise, Société Historique du Vexin, 1901, 210 p. (lire en ligne)
- Eugène Müller, Courses archéologiques autour de Compiègne, Compiègne, Progrès de l’Oise, 1904, 84 p. (lire en ligne [PDF])
- Eugène Müller, Bluettes d’archéologie, Montdidier, Belin, 1910, 114 p.
- Eugène Müller, « Une poterie sigillée chrétienne », Comité Archéologique de Senlis, Comptes-rendus et Mémoires, année 1905, Senlis, Imprimerie Eugène Dufresne, 4e série, vol. VIII,‎ 1906, p. 249-253 (lire en ligne)
- Eugène Müller, Le Prieuré de Saint-Leu d'Esserent pendant la Révolution, Beauvais, Imprimerie Départementale de l'Oise, 1906, 44 p.
- Eugène Müller, Les coutumes de Chambly, Senlis, Imprimerie Eugène Dufresne, 1909, 23 p. (lire en ligne)
- Eugène Müller, Encore une note sur la dentelle de Chantilly, Senlis, Courrier de l'Oise, 1910, 26 p.
- Eugène Müller, « Historique de l’hospice Condé à Chantilly », Comité Archéologique de Senlis, Comptes-rendus et Mémoires, année 1912, Senlis, Imprimerie E. Vignon fils, 5e série, vol. IV,‎ 1913, p. 107-247 (lire en ligne)
- Eugène Müller, « Mémento archéologique pour les environs de Chantilly », Comité Archéologique de Senlis, Comptes-rendus et Mémoires, années 1914-16, Senlis, Imprimerie E. Vignon fils, 5e série, vol. VI,‎ 1917, p. 146-153 (lire en ligne)
- Eugène Müller, Un Mot sur l'industrie de la céramique à Chantilly, Senlis, Imprimerie administrative et commerciale, s.d., 8 p.
- Eugène Müller, Monographie de l'église de Saint-Leu d'Esserent, Pontoise, Société Historique du Vexin, 1920, 34 p.

#### Biographies
- Eugène Müller, « Trois évêques de Senlis : Obsèques d’un évêque au XVe siècle », Mémoires de la Société académique d’archéologie, sciences et arts du département de l’Oise, Beauvais, Société académique d'archéologie, sciences et arts du département de l'Oise, vI,‎ 1865, p. 646-723 (ISSN 1280-5343, lire en ligne)
- Eugène Müller, De l'apostolat de Saint Rieul premier évêque de Senlis : Extrait des comptes-rendus du congrès tenu à Senlis par la Société française d'archéologie en mai 1877, Tours, Bouserez, 1877, 27 p.
- Eugène Müller, Essai sur les sources hagiographiques de la vie de saint Lucien, Senlis, Imprimerie Ernest Payen, 1878, 107 p. (lire en ligne)
- Eugène Müller, « Le cardinal Jean Cholet », Mémoires de la Société académique d’archéologie, sciences et arts du département de l’Oise, Beauvais, Société académique d'archéologie, sciences et arts du département de l'Oise, xI,‎ 1880, p. 790-835 (ISSN 1280-5343, lire en ligne)
- Eugène Müller, « Vie de Mgr Nicolas Sanguin, évêque de Senlis : Fondateur du monastère de la Présentation Notre-Dame », Mémoires de la Société académique d’archéologie, sciences et arts du département de l’Oise, Beauvais, Société académique d'archéologie, sciences et arts du département de l'Oise, xIII,‎ 1886, p. 198-292 (ISSN 1280-5343, lire en ligne)
- Eugène Müller, « Notes sur les caractéristiques des saints Côme et Damien », Mémoires de la Société académique d’archéologie, sciences et arts du département de l’Oise, Beauvais, Société académique d'archéologie, sciences et arts du département de l'Oise, xIV,‎ 1889, p. 702-705 (ISSN 1280-5343, lire en ligne)
- Eugène Müller, De Jean Saint-Massens et ses poésies chrétiennes, Beauvais, Imprimerie Père, 1894, 16 p.
- Eugène Müller et Amédée Margry, « Pierre Séguin, ligueur, reclus et écrivain (1558-1638) : 1re partie », Comité Archéologique de Senlis, Comptes-rendus et Mémoires, année 1895, Senlis, Imprimerie Eugène Dufresne, 3e série, vol. X,‎ 1896, p. 3-95 (lire en ligne, consulté le 14 octobre 2012)
- Eugène Müller et Amédée Margry, « Pierre Séguin, ligueur, reclus et écrivain (1558-1638) : 2e partie », Comité Archéologique de Senlis, Comptes-rendus et Mémoires, année 1896, Senlis, Imprimerie Eugène Dufresne, 4e série, vol. I,‎ 1897, p. 1-118 (lire en ligne, consulté le 14 octobre 2012)
- Eugène Müller, La famille Toupet, Chantilly, s.n., 1909, 18 p.

#### Rééditions
- Eugène Müller, Pierre Le Roy et William Hannagan, Promenades par les rues et monuments de Senlis, Senlis, Société d’histoire et d’archéologie de Senlis, 1972, 71 p.
- Eugène Müller, Pierre Le Roy et William Hannagan, Promenades par les rues et monuments de Senlis, Senlis, Société d’histoire et d’archéologie de Senlis, 2e édition 1973, 71 p.
- Eugène Müller, Monographie des rues, places et monuments de Senlis, Marseille, Laffitte, 1977, 743 p.
- Eugène Müller, Guide dans les rues de Senlis-Creil-Chantilly-Pont Ste Maxence et environs, s.l., Éd. du Bastion, 1981, 139 p.
- Eugène Müller, Senlis et ses environs, Roanne, Belin, 1984, 326 p. (ISBN 2717103236)
- Eugène Müller, Monographie des rues, places et monuments de Senlis, s.l., Éd. de la Tour Gile, 1994, 743 p. (ISBN 2878021940)
- Eugène Müller, Senlis et ses environs, Le Livre d'histoire, 2008, 326 p. (ISBN 9782758601890)

### Biographie
- Eugène Müller, Les étapes de ma vie : 1834-1910, Le Mans, Imprimerie Monnoyer, 1909, 90 p.
- Léon Fautrat, « Éloge funébre de M. le chanoine Müller, vice-président », Comité Archéologique de Senlis, Comptes-rendus et Mémoires, années 1917-18, Senlis, Imprimerie E. Vignon fils, 5e série, vol. VII,‎ 1919, p. XXXVII-XLI (ISSN 1162-8820, lire en ligne)
- Joseph Depoin, « Le chanoine Eugène Müller (1834-1918) », Mémoires de la Société historique et archéologique de l'arrondissement de Pontoise et du Vexin, Pontoise, vol. 38,‎ 1924, p. 11-16 (ISSN 1148-8107, lire en ligne)